# Umboziero
Umboziero (ros.  Умбозеро) to najgłębsze i drugie pod względem powierzchni jezioro na Półwyspie Kolskim położone w Rosji. Jezioro jest położone w tektonicznej rozpadlinie pomiędzy Chibinami na zachodzie i Łowoziorskimi tundrami na wschodzie. Zamarza pod koniec listopada, rozmarza na przełomie maja i czerwca. Brzegi są porośnięte tajgą.
- Powierzchnia: 419,4 km²
- Długość: 45 km
- Szerokość: 12 km
- Głębokość: średnia 15 m, maksymalna 115 m
- Wysokość lustra wody: 149 m n.p.m.

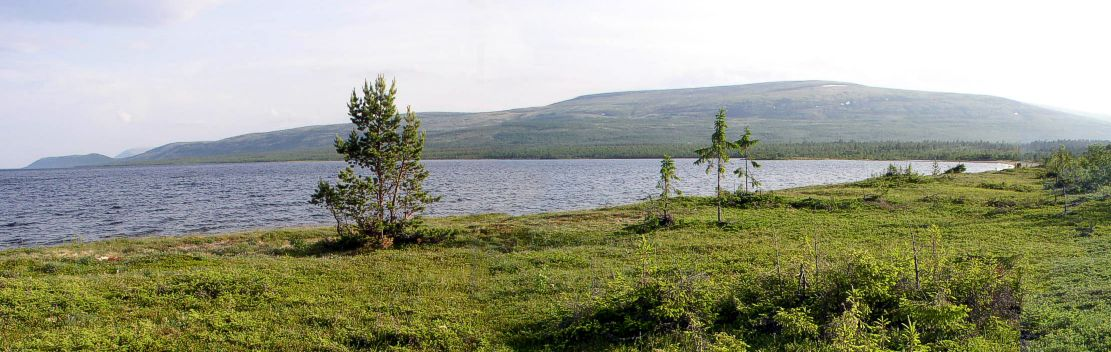
Północny brzeg Umboziera